# Quadrangle Tolstoj
El quadrangle Tolstoj és un dels 15 quadrangles del reticulat cartogràfic definits, i
adoptat de la Unió Astronòmica Internacional per Mercuri. Comprèn el tros de la superfície de Mercuri localitzat entre 25° S i 25° N de latitud i entre els 144° - 216° de longitud O i és identificat amb el codi H-8.
El cràter Tolstoj és l'estructura geològica present al seu interior triada com epònim pel mateix quadrangle. Aquesta denominació ha estat adoptada el 1976, després que la missió Mariner 10 posara en disposició les primeres imatges de la superfície de Mercuri. Abans s'anomenava quadrangle Phaethontias, nom de l'homònima d'albedo que havia estat històricament identificada en aquest tros de la superfície. Abans de l'estandardització del nom, en els primers mapes produïts amb les imatges de la Mariner 10, va ser també anomenat mapa Tir pel nom de Tir Planitia.
Durant els tres sobrevols de Mercuri per part de la Mariner 10, es va obtenir un cartografia parcial de la seva superfície. Després de la missió MESSENGER es va poder completar el mapa i millorar el detall de la part ja coneguda.

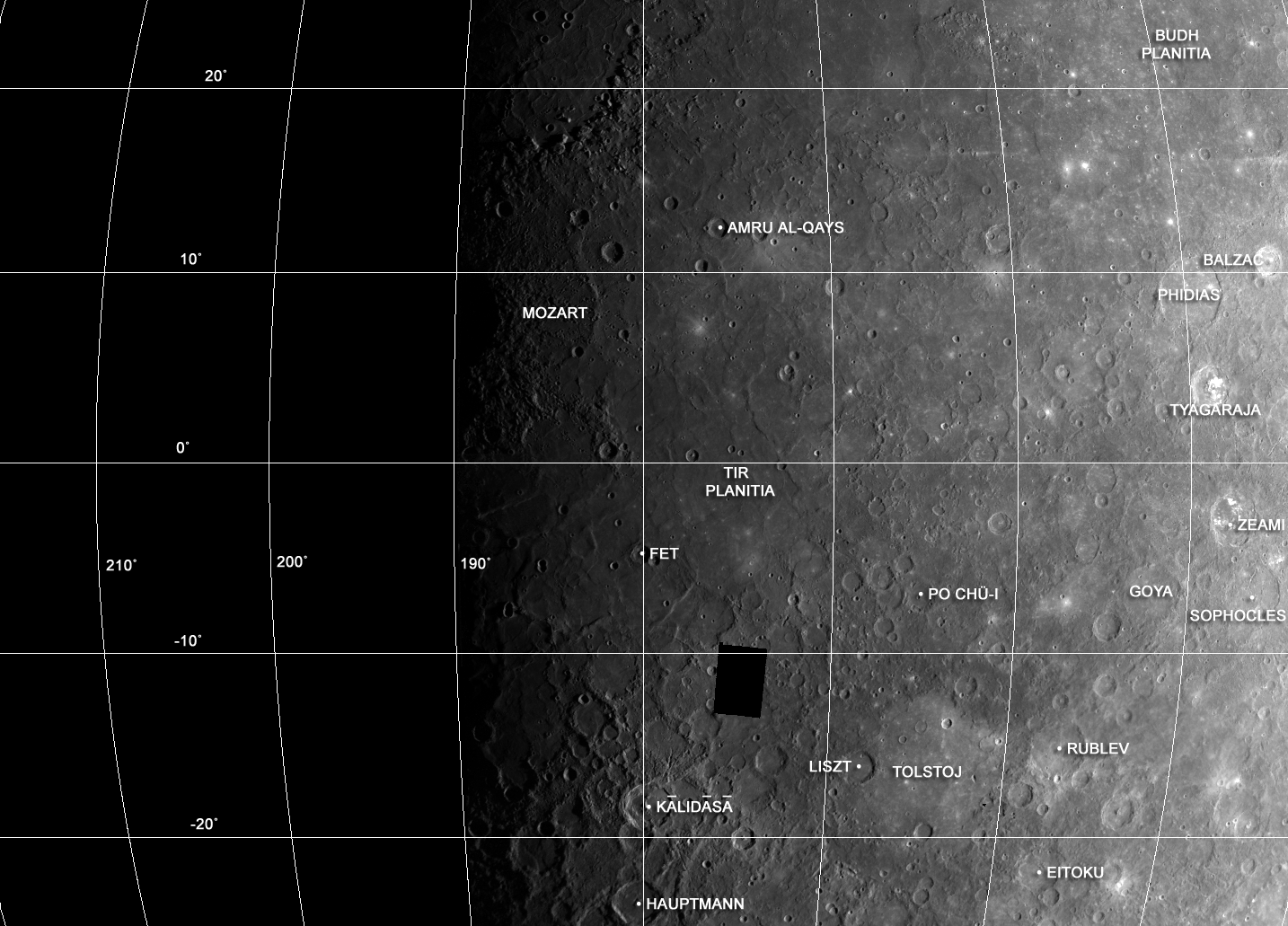
El quadrangle Tolstoj, en una collage d'imatges presses per la càmera de la Mariner 10.